# Erbregister
Erbregister, auch als ervenregister belegt, gab es laut Deutschem Rechtswörterbuch seit dem 15. Jahrhundert.
Es handelt sich um Verzeichnisse der erblichen Abgaben und Leistungen eines Amtes, dessen Rechte und Einnahmen. Die Verzeichnisse erfassten die Namen und Anzahl der Grundbesitzer, die Größe ihrer Besitzungen und die Abhängigkeitsverhältnisse. Darin war ferner festgehalten, wie viele Dörfer zum jeweiligen Amt gehörten und wie viele Ackerhöfe, Kothhöfe, bebaute, wüste und unbebaute Äcker zehntfrei waren oder nicht sowie die Höhe der Zinsabgaben.